# Віслок
Ві́слок (також Вислок; пол. Wisłok) — річка в південно-східній Польщі, ліва притока Сяну. Довжина 205 км, площа басейну — 3528 км².

## Розташування

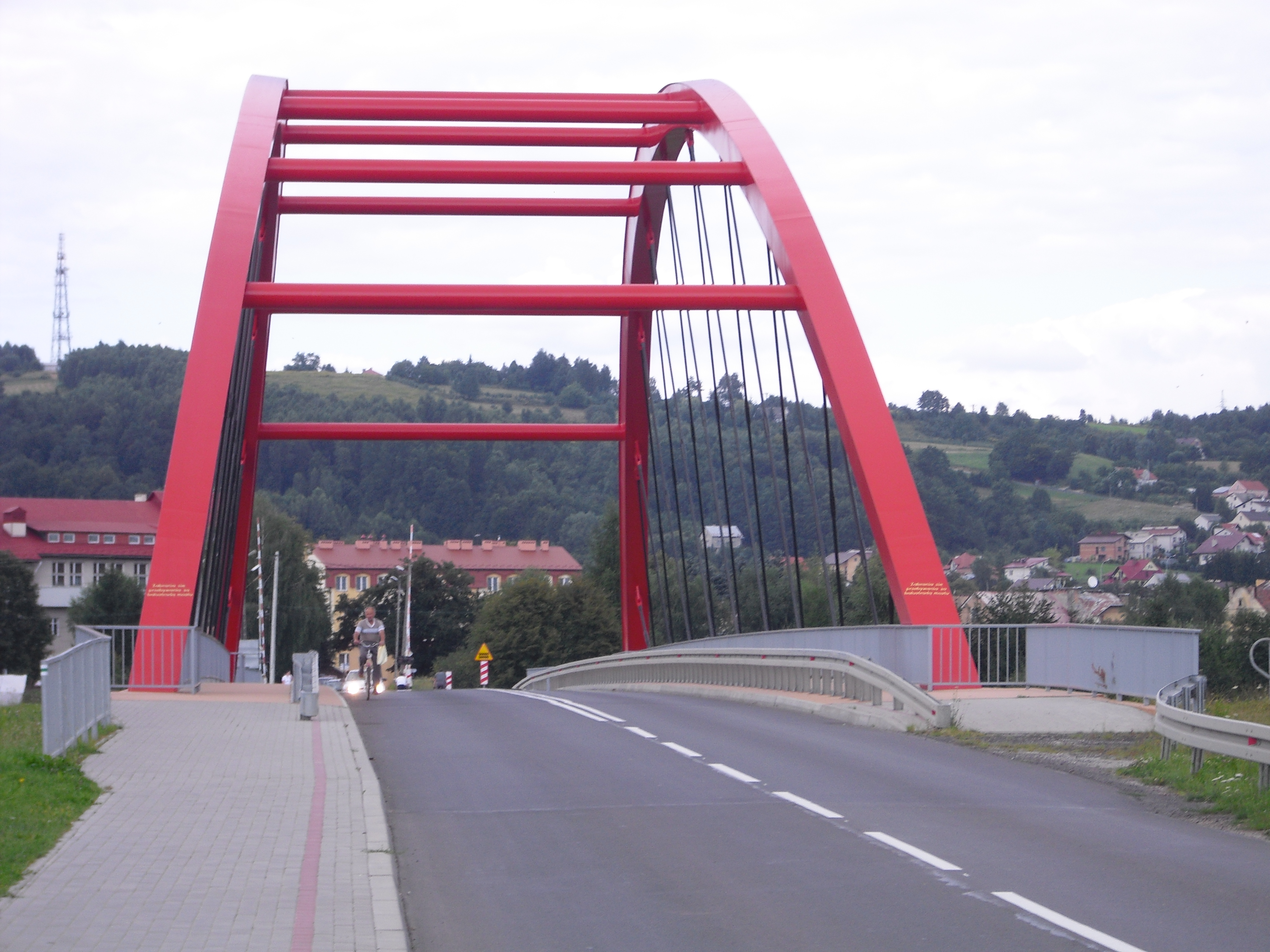
Міст через Віслок у місті Стрижів

Віслок — гірська річка, витік розташований у Низьких Бескидах (Західні Карпати) на висоті 770 м. Тече територією Підкарпатського воєводства.

## Історія
До 1340 року середня частина річки Віслок (від Коросно до Ряшева) була прикордонною межею між державою Казимира Великого та Князівством Галицьким, пізніше — західною межею Руського королівства і Руського воєводства та польсько-українською етнічною межею. Під час Першої Світової війни Віслок розмежовував війська Австро-Угорщини та Російської Імперії під час боїв.

## Найбільші міста над Віслоком
- Коросно
- Стрижів
- Ряшів

## Найбільші села над Віслоком
- Беско
- Гачів
- Фриштак
- Триньча